# Overture 1928
«Scene Two: Overture 1928» es la segunda pista del álbum conceptual Metropolis Pt. 2: Scenes from a Memory de la banda de metal progresivo Dream Theater. Es un tema instrumental que conforma la primera parte de la segunda escena del primer acto del álbum.
Como su nombre indica es una obertura: una presentación de los temas principales que se escucharán durante el resto del álbum. Sirve así mismo de introducción para la siguiente parte, Strange Deja-vù.